# Пригородное (Симферопольский район)
При́городное (до 1945 года Бита́к; укр. Пригородне, крымскотат. Bitaq, Битакъ) — село, включённое в состав Симферополя. Располагалось на восточной окраине города, на правом берегу Салгира.

## История
Первое документальное упоминание села встречается в Камеральном Описании Крыма… 1784 года, судя по которому, в последний период Крымского ханства Битак входил в Акмечетский кадылык Акмечетского каймаканства.
После присоединения Крыма к России (8) 19 апреля 1783 года, (8) 19 февраля 1784 года, именным указом Екатерины II сенату, на территории бывшего Крымского Ханства была образована Таврическая область и деревня была приписана к Симферопольскому уезду. После Павловских реформ, с 1796 по 1802 год, входила в Акмечетский уезд Новороссийской губернии. По новому административному делению, после создания 8 (20) октября 1802 года Таврической губернии, Битак был включён в состав Эскиординской волости Симферопольского уезда.
По Ведомости о всех селениях в Симферопольском уезде состоящих с показанием в которой волости сколько числом дворов и душ… от 9 октября 1805 года в деревне Битак числилось 18 дворов и 78 жителей, исключительно крымские татары. На военно-топографической карте 1817 года Битак обозначен с 15 дворами. После реформы волостного деления 1829 года Битак, согласно «Ведомости о казённых волостях Таврической губернии 1829 года», остался в составе преобразованной Эскиординской волости. На карте 1836 года в деревне 14 дворов. Затем, видимо, вследствие эмиграции крымских татар в Турцию, деревня опустела и на карте 1842 года деревня Битак обозначена условным знаком «малая деревня» — то есть, менее 5 дворов.
В 1860-х годах, после земской реформы Александра II, Битак передали в состав Сарабузской волости. В «Списке населённых мест Таврической губернии по сведениям 1864 года», составленном по результатам VIII ревизии 1864 года, Битак — владельческая татарская деревня с 6 дворами, 23 жителями и мечетью при рекѣ Салгирѣ (на трёхверстовой карте 1865—1876 года обозначено 11 дворов). На 1886 год в деревне Битак, согласно справочнику «Волости и важнѣйшія селенія Европейской Россіи», проживало 107 человек в 11 домохозяйствах, действовала мечеть. В «Памятной книге Таврической губернии 1889 года» по результатам Х ревизии 1887 года записан Битак с 33 дворами и 146 жителями.
После земской реформы 1890-х годов, Битак отнесли к Подгородне-Петровской волостии. По «…Памятной книжке Таврической губернии на 1892 год» в деревне Битак, входившей Подгородне-Петровское сельское общество, числилось 32 жителя в 8 домохозяйствах. На верстовой карте 1892 года в Битаке обозначено 22 двора с татарским населением. По «…Памятной книжке Таврической губернии на 1902 год» в деревне Битак, входившей в Подгородне-Петровское сельское общество, числилось 126 жителей в 16 домохозяйствах. По Статистическому справочнику Таврической губернии. Ч.II-я. Статистический очерк, выпуск шестой Симферопольский уезд, 1915 год, в деревне Битак Подгородне-Петровской волости Симферопольского уезда числилось 29 дворов с татарским населением в количестве 24 человек приписных жителей и 226 — «посторонних», из которых 131 мужчина и 119 женщин. Жители владели 233 десятинами неудобной земли. В хозяйствах имелось 30 лошадей, 100 волов, 35 коров и 30 голов мелкого скота.
После установления в Крыму Советской власти, по постановлению Крымревкома от 8 января 1921 года была упразднена волостная система и село включили в состав вновь созданного Подгородне-Петровского района Симферопольского уезда, а в 1922 году уезды получили название округов. 11 октября 1923 года, согласно постановлению ВЦИК, в административное деление Крымской АССР были внесены изменения, в результате которых был ликвидирован Подгородне-Петровский район и образован Симферопольский и село включили в его состав. Согласно Списку населённых пунктов Крымской АССР по Всесоюзной переписи 17 декабря 1926 года, в селе Битак, в составе упразднённого к 1940 году Чокурчинского сельсовета Симферопольского района, числилось 80 дворов, из них 47 крестьянских, население составляло 317 человек, из них 218 татар, 64 русских, 11 украинцев, 8 немцев, 7 евреев, 6 греков, 2 армян, 1 белорус, действовали русская и немецкая школы. К 1940 году центр совета был перенесён в Битак. По данным всесоюзной переписи населения 1939 года в селе проживало 868 человек.
В 1944 году, после освобождения Крыма от фашистов, согласно Постановлению ГКО № 5859 от 11 мая 1944 года, 18 мая крымские татары из Битака были депортированы в Среднюю Азию. 12 августа 1944 года было принято постановление № ГОКО-6372с «О переселении колхозников в районы Крыма» и в сентябре 1944 года в район приехали первые новоселы (212 семей) из Ростовской, Киевской и Тамбовской областей, а в начале 1950-х годов последовала вторая волна переселенцев из различных областей Украины. Указом Президиума Верховного Совета РСФСР от 21 августа 1945 года Битак был переименован в Пригородное и Битакский сельсовет — в Пригородненский. С 25 июня 1946 года в составе Крымской области РСФСР, а 26 апреля 1954 года Крымская область была передана из состава РСФСР в состав УССР. Время упразднения сельсовета и переподчинения Денисовскому пока не установлено: на 15 июня 1960 года село уже числилось в его составе. Указом Президиума Верховного Совета УССР «Об укрупнении сельских районов Крымской области», от 30 декабря 1962 года Симферопольский район был упразднён и село присоединили к Бахчисарайскому. 1 января 1965 года, указом Президиума ВС УССР «О внесении изменений в административное районирование УССР — по Крымской области», вновь включили в состав Симферопольского. К 1968 году Пригородное включено в состав Симферополя (согласно справочнику «Крымская область. Административно-территориальное деление на 1 января 1968 года» — в период с 1954 по 1968 годы).

### Динамика численности населения
| - 1805 год — 78 чел. - 1864 год — 23 чел. - 1886 год — 107 чел. - 1889 год — 146 чел. - 1892 год — 323 чел. | - 1902 год — 126 чел. - 1915 год — 24/226 чел. - 1926 год — 317 чел. - 1939 год — 868 чел. |